# 見せましょう野球の底力を

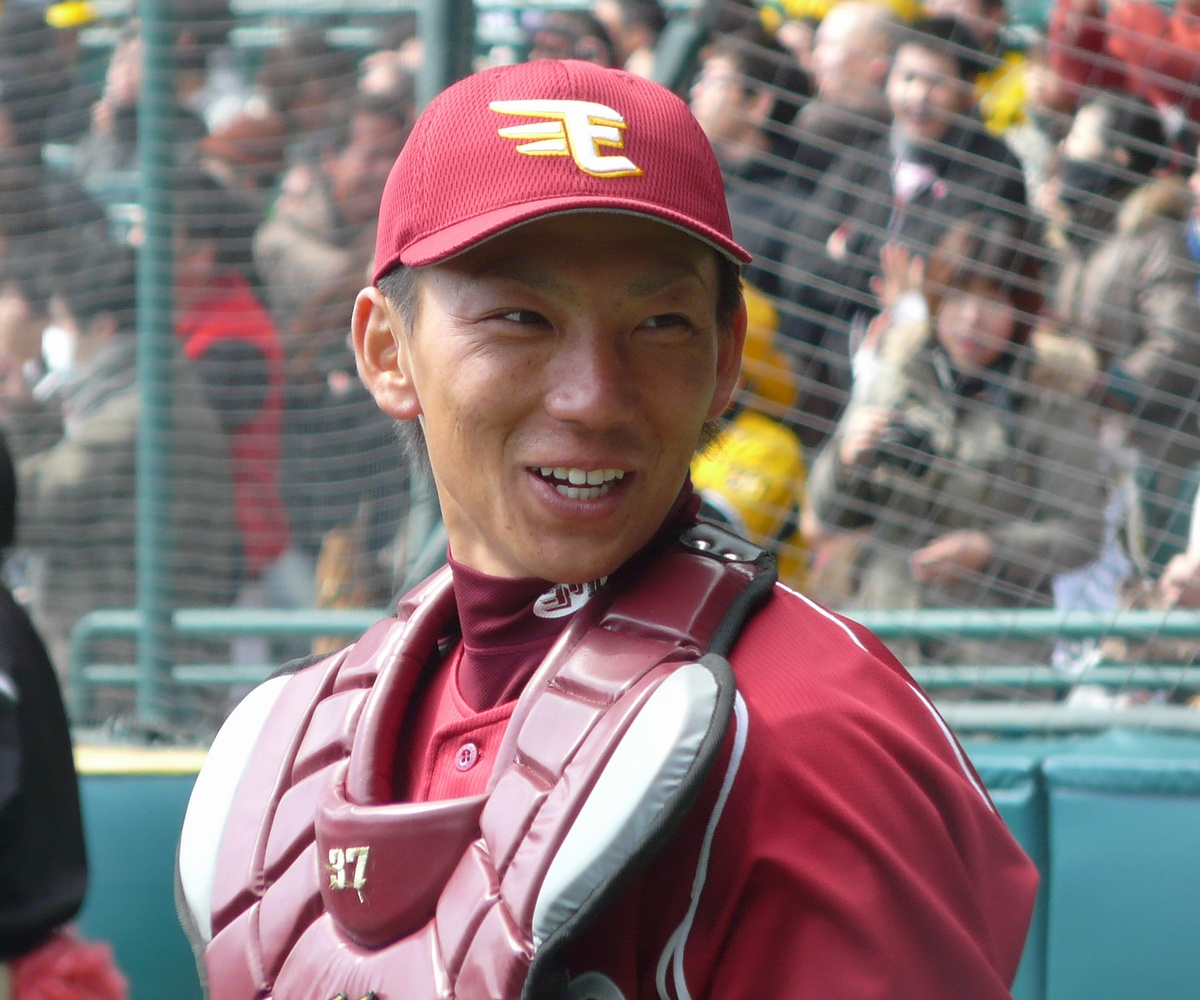
スピーチでこの言葉を発した嶋基宏

見せましょう野球の底力を（みせましょうやきゅうのそこぢからを）は、東北楽天ゴールデンイーグルス所属のプロ野球選手嶋基宏が、2011年4月2日に東日本大震災の復興支援のために行われた慈善試合の前にスピーチした際の言葉である。2011年の流行語大賞の候補としてノミネートされた。

## 背景
2011年3月3日、東北楽天ゴールデンイーグルス（以下、楽天と略す）は仙台を出発し長期遠征へと旅立った。同年3月11日、楽天は兵庫県立明石公園第一野球場でオープン戦を行っていたが、試合中の14時46分、東北地方太平洋沖地震が発生し、7回表終了後に地震発生が伝えられた。試合は8回表コールドとなり、途中で打ち切りとなった。試合打ち切り後、楽天球団代表の米田純の指示で、楽天の選手達は家族に連絡を取ろうとした。嶋自身は妻が東京におり、安否の確認が取れたが、家族に連絡が取れない選手もいた。宿舎へと戻るバスの中で津波の映像を見て、嶋は「これ、本当なのかな」と思ったという。
翌12日以降、オープン戦が中止となるなか、楽天は各地で練習試合を行っていたが、主将の鉄平が「100%野球に集中するのは難しい」と述べるような状況であり、なかなか勝つことが出来なかった。また、チームとして大人数で移動できるような交通状況ではないことや、シーズンの準備をしなければならないことから、被災地へ行くことも叶わなかった。そんな中、3月20日には楽天の全選手によりナゴヤドームで募金活動を行ったり、3月22日には阪神・淡路大震災の被災地である神戸市三宮で募金活動を行ったり、3月26日には福岡ソフトバンクホークスの選手である小久保裕紀が発起人となって行われた、東日本大震災チャリティートークイベント「今、私たちにできること」に嶋・鉄平・永井怜・田中将大・岩隈久志の各選手が参加し募金活動を行うなど、各地で慈善事業を行っていた。嶋や鉄平ら選手達は「何ができるか」を夜遅くまで話し合い、嶋は選手会長としてチームの意見をまとめ、監督の星野仙一に「一度、仙台に帰らせて下さい」と話をしていた。

## スピーチ
4月2日から3日にかけて、日本野球機構は東日本大震災により命を落とした人への追悼・復興へむけての支援を目的として、プロ野球12球団チャリティーマッチ -東日本大震災復興支援試合-を行った。4月2日の北海道日本ハムファイターズ戦に先立ち、嶋はチームを代表しスピーチを行った。スピーチを行う前に日本野球機構よりスピーチの内容を受け取っていたが「自分たちの思いを伝えたい」「『被災地、頑張れ』という内容。他人の目線だった。被災地の球団としては読めるものじゃなかった」という理由により、球団広報と相談の上、内容を自分の言葉に変えてスピーチを行った。スピーチの中の「底力」という言葉には「こういう時こそ野球界が一丸となって戦っていきたいという意味」がこめられていた。

## その後
4月7日から8日にかけて、楽天の監督・コーチ・選手は被災地に入り、各地で支援活動を行った。嶋は（被災者から）「逆に勇気をもらい」「帰ってきてよかった」と語っている。
4月12日、楽天はQVCマリンフィールドでの千葉ロッテマリーンズ戦で開幕を迎えた。同試合では4回、嶋のエラーにより1点を先制されるが、岩隈久志が粘りのピッチングを見せ、7回に嶋が決勝打となる勝ち越しスリーランホームランを放ち、チームは6対4で勝利した。楽天は同試合、15日の主催試合初試合、そして「震災復興キックオフデー」に開催された29日の本拠地開幕戦での勝利を含め4月は9勝6敗と良いスタートであった。
しかし、震災の影響で選手のコンディションは悪く、嶋のコンディションも肉体・精神ともに悪かった。体重が減ったり、円形脱毛症になったりしたという。また、打撃の調子も悪く、打率は前年の.315から.224へと悪化した。チームも一時はクライマックスシリーズを狙える位置につけたが、終盤に失速し、最終的には5位となりクライマックスシリーズ進出を逃した。嶋は「今年は底力を見せることができなかった。（中略）結果的にスピーチは口だけになったと思っています。」と語った。
2013年、楽天は初のパ・リーグ優勝を果たし、産経新聞は「存分に、野球の底力を見せてもらった。」と評価した。
2020年、東京ヤクルトスワローズへ移籍。移籍後の応援歌の歌詞には「底力」というスピーチで述べた言葉が取り入れられた。
2022年シーズンをもって、嶋は現役を引退。引退試合となった10月3日の横浜DeNAベイスターズ戦（神宮）試合後に開かれた引退セレモニーで、嶋は最後のあいさつを行う。そのあいさつを締めくくる言葉として、これからクライマックスシリーズを戦うチームやファンに向けて、「見せましょう、ヤクルトスワローズの底力を」と述べて現役生活を終えた。

## 評価・影響
テレビ朝日アナウンサーの武内絵美は「底力」という言葉に対し、「強い言葉で、皆さんの心に響きましたね。」と評価した。また、週刊ベースボールはスピーチに対し、「野球ファンのみならず、全国民の心を動かした。」と評価した。
ディー・エヌ・エー会長の春田真が球団を取得しようと思った理由の一つは嶋のスピーチに心打たれたからだという。
2011年11月には流行語大賞の候補としてノミネートされた。嶋は「来シーズン以降もこの思いを持ち続けることが大切」とコメントした。